# Titus Romilius Rocus Vaticanus
Titus Romilius Rocus Vaticanus est un homme politique romain du Ve siècle av. J.-C., consul en 455 av. J.-C. et décemvir en 451 av. J.-C.

## Famille
Il est le seul membre de sa famille patricienne à avoir atteint le consulat. La gens des Romilii disparaît ensuite des récits antiques. Il est le petit-fils d'un Titus Romilius et le fils d'un Titus Romilius, son nom complet est Titus Romilius T.f. T.n. Rocus Vaticanus. Le cognomen Vaticanus qu'il porte montre que le terme est déjà utilisé au Ve siècle av. J.-C. Il pourrait être le fondateur de la tribu Romilia qui comprend plusieurs cantons transtibérins,.

## Biographie

### Consulat (455)
En 455 av. J.-C., il est élu consul avec Caius Veturius Cicurinus,. Leurs mandats se déroulent durant une période de forte tension entre patriciens et plébéiens. Les représentants de ces derniers, les tribuns de la plèbe, revendiquent en vain depuis plusieurs années la mise par écrit des droits consulaires afin de lutter contre l’arbitraire des consuls. Le vote du projet de la lex Terentilia ayant été différé lors de sa proposition en 462 av. J.-C., les tribuns proposent inlassablement de nouveaux projets de loi identiques chaque année.
La cité latine de Tusculum requiert l'aide de Rome contre les Èques qui ravagent son territoire. Les deux consuls lèvent une armée, constituée principalement de patriciens mais également de quelques plébéiens volontaires, pour défendre les alliés tusculans. Parmi les plébéiens se trouve Lucius Siccius Dentatus qui soutient ouvertement les projets de loi contestés par les patriciens. En réaction, Titus Romilius choisit Lucius Siccius pour une mission périlleuse. Alors que ce dernier tente de faire valoir ses droits et proteste contre les risques de la mission, le consul l'interrompt et lui impose le silence. Cette anecdote livrée par Denys d'Halicarnasse, mais ignorée par Tite-Live, permet à l'auteur d'illustrer par un exemple les relations tendues entre patriciens et plébéiens et la supériorité de statut social et d'autorité des premiers sur les seconds,. Lucius Siccius Dentatus survit et est élu tribun de la plèbe en 454 av. J.-C., Les Èques sont défaits près du mont Algide. En raison de l'état d'épuisement du trésor public, les consuls mettent en vente l'abondant butin (praeda), limitant les gains de leurs soldats, essentiellement les plébéiens.

### Procès (454)
En représailles, Caius Veturius et Titus Romilius sont poursuivis en justice à l’issue de leur mandat, au début de l'année 454 av. J.-C., respectivement par l'édile plébéien Lucius Alienus et par le tribun de la plèbe Caius Calvus Cicero. Le témoignage de Lucius Siccius Dentatus permet de confirmer la culpabilité de Titus Romilius, mais il se rétracte lorsque l'ancien consul propose d'envoyer une ambassade dans les cités grecques en signe d'apaisement des tensions politiques. Néanmoins, Titus Romilius est tout de même condamné à payer une amende considérable de 10 000 as,. La condamnation à de telles amendes, Caius Veturius écope d'une amende de 15 000 as, semble poser problème et une loi est promulguée, qui fixe l'équivalence entre l'amende en têtes de bétail et sa valeur en bronze.

### Décemvirat (451)
En 451 av. J.-C., Titus Romilius fait partie de la première commission des décemvirs qui rédigent les premières lois écrites de Rome et qui gouvernent pendant un an avec modération,,.

### Auteurs antiques
- Tite-Live, Histoire romaine, Livre III, 31-33 sur le site de l'Université de Louvain
- Diodore de Sicile, Histoire universelle, Livre XII, 4/9 sur le site de Philippe Remacle
- (en) Denys d'Halicarnasse, Antiquités romaines, Livre X, 33-49/50-60 sur le site LacusCurtius

### Auteurs modernes
- (en) T. Robert S. Broughton, The Magistrates of the Roman Republic : Volume I, 509 B.C. - 100 B.C., New York, The American Philological Association, coll. « Philological Monographs, number XV, volume I », 1951, 578 p.
- (fr) Janine Cels-Saint-Hilaire, La République des tribus : Du droit de vote et de ses enjeux aux débuts de la République romaine (495-300 av. J.-C.), Toulouse, Presses universitaires du Mirail, coll. « Tempus », 1995, 381 p. (ISBN 2-85816-262-X, lire en ligne)
- (it) Paolo Liverani, Topografia antica del Vaticano, Monumenti, Musei e Gallerie Pontificie, 1999, 179 p.
- (en) Daniel Lynewood Smith, The Rhetoric of Interruption : Speech-Making, Turn-Taking, and Rule-Breaking in Luke-Acts and Ancient Greek Narrative, Walter de Gruyter, 2012, 337 p.
- (en) Andreas Alföldi, Early Rome and the Latins, University of Michigan Press, 1965, 458 p.
- (fr) Jean Gagé, « La Lex Aternia : L'estimation des amendes (multae) et le fonctionnement de la commission décemvirale de 451-449 av. J.-C. », L'antiquité classique, vol. 47, no 1,‎ 1978, p. 70-95 (lire en ligne)